# Cyperaceae et Gramineae Siculae
Cyperaceae et Gramineae Siculae (abreviado Cyper. Gram. Sicul.) es un libro con ilustraciones y descripciones botánicas que fue escrito por el botánico, profesor de Bohemia Karel Presl y publicado en Praga en el año 1820.